# باولو سيكاريلي
باولو سيكاريلي هو لاعب كرة قدم كندي في مركز حراسة المرمى، ولد في 12 أكتوبر 1969 في تورونتو في كندا. شارك مع منتخب كندا تحت 23 سنة لكرة القدم. أما مع النوادي، فقد لعب مع بيرويك راينجرز ودونفرملين أثلتيك ومونتريال إمباكت ونادي دندي.